# Discografia de Millencolin

Esta é a discografia de Millencolin, uma banda sueca de punk rock, que alcançou popularidade em 2000 com seu álbum Pennybridge Pioneers. A banda lançou 8 álbuns de estúdio, 2  compilações, 6 EP e vários singles.

## Álbuns de estúdio
| Ano  | Álbum details |
| ---- | --- |
| 1994 | Tiny Tunes - Lançado em: 28 de outubro de 1994 - Re-Lançado em: 22 de setembro de 1998 (como Same Old Tunes) - Gravadora: Burning Heart / Epitaph |
| 1995 | Life on a Plate - Lançado em: 11 de outubro de 1995 - Gravadora: Burning Heart / Epitaph                                                          |
| 1997 | For Monkeys - Lançado em: 20 de abril de 1997 - Gravadora: Burning Heart / Epitaph                                                                |
| 2000 | Pennybridge Pioneers - Lançado em: 22 de fevereiro de 2000 - Gravadora: Burning Heart / Epitaph                                                   |
| 2002 | Home From Home - Lançado em: 12 de março de 2002 - Gravadora: Burning Heart / Epitaph                                                             |
| 2005 | Kingwood - Lançado em: 30 de março de 2005 - Gravadora: Burning Heart / Epitaph                                                                   |
| 2008 | Machine 15 - Lançado em: 7 de abril de 2008 - Gravadora: Burning Heart / Epitaph                                                                  |
| 2015 | True Brew - Lançado em: 22 de abril de 2015 - Gravadora: Epitaph                                                                                  |

## Compilações
| Ano  | Álbum details                                                                                    |
| ---- | ------------------------------------------------------------------------------------------------ |
| 1999 | The Melancholy Collection - Lançado em: 29 de julho de 1999 - Gravadora: Burning Heart / Epitaph |
| 2012 | The Melancholy Connection - Lançado em: 29 de maio de 2012 - Gravadora: Epitaph                  |

## Ao vivo
| Ano  | Álbum details                                                                                        |
| ---- | --- |
| 1999 | Millencolin and the Hi-8 Adventures - Lançado em: 1999 - Gravadora: Burning Heart / Epitaph          |
| 2008 | Machine 15 Limited edition DVD - Lançado em: 7 de abril de 2008 - Gravadora: Burning Heart / Epitaph |
| 2012 | A Pennybridge Production - Lançado em: 29 de maio de 2012 - Gravadora: Epitaph                       |

## EP
| Ano  | Álbum details                                                                 |
| ---- | ----------------------------------------------------------------------------- |
| 1993 | Use Your Nose - Lançado em: 4 de dezembro de 1993 - Gravadora: Burning Heart  |
| 1994 | Skauch - Lançado em: 23 de julho de 1994 - Gravadora: Burning Heart           |
| 2001 | No Cigar - Lançado em: 8 de maio de 2001 - Gravadora: Burning Heart / Epitaph |
| 2016 | True Brew - Lançado em: 23 de fevereiro de 2016 - Gravadora: De Nihil Records |

## Soundtrack
| Ano  | Álbum details                                                                                |
| ---- | -------------------------------------------------------------------------------------------- |
| 1998 | Millencolin... and the Hi-8 Adventures - Lançado em: 1998 - Gravadora: Burning Heart Records |

## Split
| Ano  | Álbum details                                                                    |
| ---- | -------------------------------------------------------------------------------- |
| 2001 | Millencolin / Midtown - Lançado em: 28 de maio de 2001 - Gravadora: Golf Records |

## Demotapes
| Ano  | Álbum details                                               |
| ---- | ----------------------------------------------------------- |
| 1993 | Goofy - Lançado em: 1993 - Gravadora: Self-Lançado em:      |
| 1993 | Melack - Lançado em: Julho de 1993 - Gravadora: KGB Records |

## Singles
| Ano  | Song                         | Álbum                     |
| ---- | ---------------------------- | ------------------------- |
| 1994 | "Da Strike"                  | Tiny Tunes                |
| 1995 | "The Story of My Life"       | Life on a Plate           |
| 1996 | "Move Your Car"              | Life on a Plate           |
| 1997 | "Lozin' Must"                | For Monkeys               |
| 1997 | "Twenty Two"                 | For Monkeys               |
| 2000 | "Penguins & Polarbears"      | Pennybridge Pioneers      |
| 2000 | "Fox"                        | Pennybridge Pioneers      |
| 2002 | "Kemp"                       | Home From Home            |
| 2002 | "Man or Mouse"               | Home From Home            |
| 2003 | "Battery Check" / "E20 Norr" | Home From Home            |
| 2005 | "Ray"                        | Kingwood                  |
| 2005 | "Shut You Out"               | Kingwood                  |
| 2008 | "Detox"                      | Machine 15                |
| 2008 | "Broken World"               | Machine 15                |
| 2009 | "Örebro"                     | -                         |
| 2012 | "Carry You"                  | The Melancholy Connection |
| 2015 | "Bring me Home"              | True Brew                 |

## Video clip
| Ano  | Song                          | Álbum                |
| ---- | ----------------------------- | -------------------- |
| 1994 | "Da Strike"                   | Tiny Tunes           |
| 1995 | "The Story of My Life"        | Life on a Plate      |
| 1996 | "Move Your Car"               | Life on a Plate      |
| 1997 | "Lozin' Must"                 | For Monkeys          |
| 2000 | "Penguins & Polarbears"       | Pennybridge Pioneers |
| 2000 | "Fox"                         | Pennybridge Pioneers |
| 2002 | "Kemp"                        | Home From Home       |
| 2002 | "Man or Mouse"                | Home From Home       |
| 2003 | "Battery Check" / "E20 Norr"  | Home From Home       |
| 2005 | "Ray"                         | Kingwood             |
| 2005 | "Shut You Out"                | Kingwood             |
| 2008 | "Detox"                       | Machine 15           |
| 2015 | "Sense & Sensibility"         | True Brew            |
| 2015 | "Bring me Home"               | True Brew            |
| 2016 | "True Brew" / "Inte Vara Ägd" | True Brew            |